# John Morris (compositeur)
Pour les articles homonymes, voir John Morris et Morris.
John Morris est un compositeur américain né le 18 octobre 1926 à Elizabeth au New Jersey et mort le 25 janvier 2018 à Red Hook, un quartier de la ville de New York. Il est principalement connu pour avoir été le compositeur attitré des musiques des films de Mel Brooks, ayant collaboré avec le réalisateur sur vingt films, et aussi pour avoir composé la musique de The Elephant Man qui lui valut une nomination à l'Oscar de la meilleure musique de film.

## Carrière
John Morris a principalement œuvré dans le registre de la comédie et est surtout connu pour son travail accompli sur les films de Mel Brooks ou pour ses proches collaborateurs passés à la réalisation, comme Gene Wilder ou Marty Feldman. 
Dans un registre plus dramatique, il a signé la musique du film Elephant Man, produit par Mel Brooks et réalisé par David Lynch, pour laquelle il obtint une nomination à l'Oscar de la meilleure musique en 1981.
De 2006 à 2017, il ne se consacre plus qu'à la télévision où sa dernière contribution remonte à 2006[pas clair].

## Filmographie

### Cinéma
- 1968 : Les Producteurs (The Producers) de Mel Brooks
- 1970 : The Gamblers de Ron Winston
- 1970 : Le Mystère des douze chaises (The Twelve Chairs) de Mel Brooks
- 1974 : Le shérif est en prison (Blazing Saddles) de Mel Brooks
- 1974 : Bank Shot de  Gower Champion
- 1975 : Frankenstein Junior (Young Frankenstein) de Mel Brooks
- 1975 : Le Frère le plus futé de Sherlock Holmes (The Adventure of Sherlock Holmes'smarter brother) de Gene Wilder
- 1976 : La Dernière Folie de Mel Brooks (Silent Movie) de Mel Brooks
- 1977 : Mon « Beau » légionnaire (The Last Remake of Beau Geste) de Marty Feldman
- 1977 : Drôle de séducteur (The World's greatest Lover) de Gene Wilder
- 1978 : Le Grand Frisson (High Anxiety) de Mel Brooks
- 1979 : Ne tirez pas sur le dentiste (The In-Laws) d'Arthur Hiller
- 1980 : La Bible ne fait pas le moine (In God We Trust) de Marty Feldman
- 1980 : Elephant Man de David Lynch
- 1981 : La Folle Histoire du monde (History of the World : Part I) de Mel Brooks
- 1983 : Table for Five de Robert Lieberman
- 1983 : Barbe d'or et les pirates (Yellowberad) de Mel Damski
- 1983 : To Be or Not to Be d'Alan Johnson
- 1984 : La Fille en rouge (The Woman in Red) de Gene Wilder
- 1984 : Johnny le dangereux (Johnny Dangerously) d'Amy Heckerling
- 1985 : Le Docteur et les Assassins (The Doctor and the Devils) de Freddie Francis
- 1985 : Cluedo (Clue) de Jonathan Lynn
- 1986 : Nuit de noce chez les fantômes (Haunted Honeymoon) de Gene Wilder
- 1987 : Dirty Dancing d'Emile Ardolino
- 1987 : La Folle Histoire de l'espace (Spaceballs) de Mel Brooks
- 1987 : Ironweed d'Hector Babenco
- 1988 : The Wash de Michael Toshiyuki Uno
- 1989 : Second Sight de Joel Zwick
- 1990 : Stella de John Erman
- 1991 : Chienne de vie (Life Stinks) de Mel Brooks
- 2006 : Kansas to Kandahar de Calvin Skaggs

### Télévision

#### Séries télévisées
- 1976 : The Adams Chronicles
- 1978 : NBC Special Treat
- 1979 : The Scarlet Letter
- 1984 : Hvad er det nu den hedder?
- 1986 : American Masters
- 1986 : Fresno
- 1988 : Favorite Son
- 1994 : Scarlett
- 1996 : With God on Our Side: The Rise of the Religious Right in America

#### Téléfilms
- 1980 : Doctor Franken de Marvin J. Chomsky et Jeff Lieberman
- 1980 : The Mating Season de John Llewellyn Moxey
- 1981 : Splendor in the Grass de Richard C. Sarafian
- 1982 : The Electric Grandmother de Noel Black
- 1983 : Ghost Dancing de David Greene et Don Taylor
- 1987 : The Fig Tree de Calvin Skaggs
- 1990 : The Last Best Year de John Erman
- 1991 : The Last to Go de John Erman
- 1991 : Au-delà du désespoir (Our Sons) de John Erman
- 1991 : Un coupable idéal (Carolina Skeletons) de John Erman
- 1994 : World War II: When Lions Roared de Joseph Sargent
- 1997 : Ellen Foster de John Erman
- 1998 : Only Love de John Erman
- 1999 : Murder in a Small Town de Joyce Chopra
- 1999 : The Lady in Question de Joyce Chopra
- 2002 : Broadway Legends de Kathryn Barnier
- 2002 : The Making of 'The Producers'  de Laurent Bouzereau
- 2004 : The Blackwater Lightship de John Erman
- 2004 : With God on Our Side: George W. Bush and the Rise of the Religious Right in America de Calvin Skaggs et David Van Taylor